# 歌う剣を取り戻せ
『歌う剣を取り戻せ』（うたうつるぎをとりもどせ、Knighty Knight Bugs）は、1958年公開のアメリカの映画会社・ワーナー・ブラザースの短編アニメシリーズである。ルーニー・テューンズによる作品。第31回アカデミー賞短編アニメ部門受賞作品。
旧日本語吹き替えにおいての邦題は『黒騎士とドラゴン』。

## あらすじ
国王であるアーサー王はある日、円卓の騎士たちを集めて王家の秘宝である「歌う剣」が黒騎士(ヨセミテ・サム)に盗まれた件について話す。その歌う剣を取り返す人物を探していたが、誰もが黒騎士を恐れていて、おまけに黒騎士はドラゴンを手なずけているため、誰も名のりを上げない始末であった。丁度その時に笑い声と共にやってきたのは、城で道化師として働くバッグス・バニー。
そこでアーサー王はバッグスに歌う剣を取り戻してくるよう命令し、歌う剣を取り戻せなかった場合は引き回し、火炙り、そしてギロチンの刑に処すると告げられる。一方、黒騎士の城では黒騎士とドラゴンは昼寝をしていた。城に入ったバッグスは、宝箱の中に入っている歌う剣を見つける。そのまま楽勝かと思いきや、いきなり剣は音楽を奏で、その音で起きる黒騎士。無事に逃げたバッグスだが、黒騎士はドラゴンに乗って出陣してくる。
そしてバッグスは黒騎士の城内に入る。黒騎士はバッグスが持っている歌う剣をまた取り返すため、様々な作戦を実行するが、全て失敗に終わる。一瞬静まり返ったと思って城から出るバッグス。しかしこれも黒騎士の罠で、命からがらながら逃げるも、勢いあまって黒騎士とドラゴンは火薬庫の中に入ってしまった。そしてドラゴンが火を噴いてしまったため、火薬庫はロケットの様に吹っ飛び、黒騎士とドラゴンを乗せて月まで吹っ飛ぶ。その頃バッグスは「タフア・フアイ」を奏でる剣と共に去って行った。

## スタッフ
- 監督　フリッツ・フレレング
- 製作総指揮　ジョン・W・バートン
- アニメーション製作　バーギル・ロス、ゲリー・チャイニクィー、アート・ディビス
- 音楽　ミルト・フランクリン
- 声優　メル・ブランク
- 脚本　ウォーレーン・フォスター
- レイアウト　ホーリー・プラット
- 背景画　トム・O・ローリン
- 映画製作　トレッグ・ブラウン

## キャスト
| キャラクター           | 原語版         | 旧日本語吹き替え版 | 新日本語吹き替え版 |
| ---------------------- | -------------- | ------------------ | ------------------ |
| バッグス・バニー       | メル・ブランク | 富山敬             | 山口勝平           |
| 黒騎士(ヨセミテ・サム) | メル・ブランク | 永井一郎           | 郷里大輔           |
| アーサー王             | メル・ブランク | 宮内幸平           | チョー             |
| 円卓の騎士たち         | メル・ブランク | 江原正士 兼本新吾  | 山口勝平 郷里大輔  |
| ドラゴン               | メル・ブランク | 原語版流用         | 原語版流用         |
| ナレーション           | -              | 土井美加           | 梅津秀行           |

## 番外
アカデミー賞を受賞したという背景を持つ本作により、スピンオフ作品の『タイニー・トゥーンズ』ではパリを舞台に開催した受賞感謝祭で誘拐されたバッグスとその受賞した証であるオスカー像を巡っての陰謀を教え子達が解決に奔走するストーリーが製作された。